# Lethe suffusa
Lethe suffusa är en fjärilsart som beskrevs av Teiso Esaki 1924. Lethe suffusa ingår i släktet Lethe och familjen praktfjärilar. Inga underarter finns listade i Catalogue of Life.